# Hércules Alicante
Der Hércules Club de Fútbol S.A.D., im deutschsprachigen Raum allgemein bekannt als Hércules Alicante, ist ein spanischer Fußballklub aus Alicante. Der Verein wurde 1922 gegründet und spielt seit 2024 in der Primera Federación.

## Geschichte

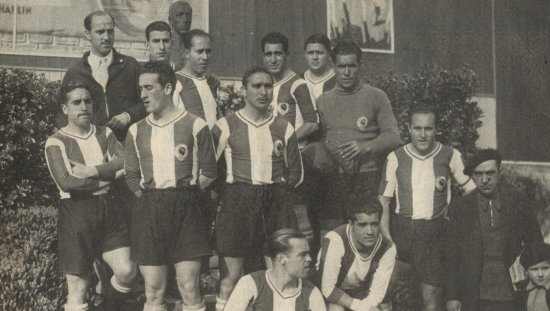
Kader der Saison 1935/36

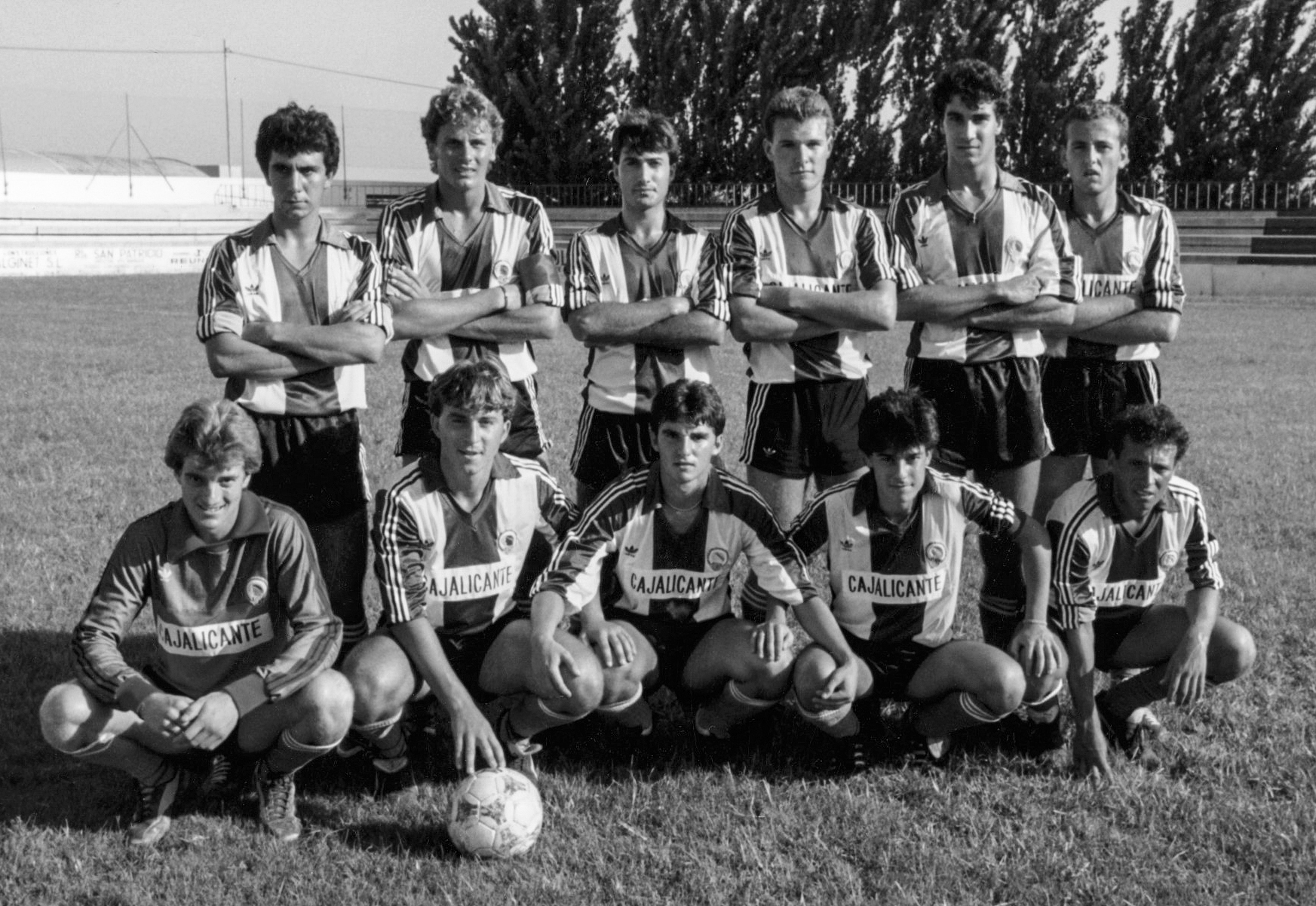
Kader der Saison 1985/86

Der Vorläufer des gegenwärtigen Vereins wurde bereits im Jahre 1914 unter dem Namen Hércules Foot-ball Club gegründet, dem regionalen Verband Federación de Fútbol de Levante trat man jedoch erst am 26. September 1922 bei, weshalb dies als Gründungsdatum des Klubs gilt.
In der Saison 1934/35 gelang der bis dahin größte Erfolg, Hércules gewann die Segunda División und stieg somit in die erste Spielklasse auf. In der Saison 1935/36, der letzten vor Ausbruch des Bürgerkriegs (1936–1939), erreichte man den sechsten Endrang. Diese Platzierung konnte nach Wiederaufnahme der Meisterschaft 1939/40 wiederholt werden. Bis zum Jahre 1942 hielten sich die Herculanos in der höchsten Spielklasse. In den darauffolgenden Jahren wurde Hércules zu einer Fahrstuhlmannschaft die immer wieder für kurze Zeit in der Primera División spielte, sich aber nie etablieren konnte.
Die erfolgreichste Epoche begann in den 1970er Jahren unter der Präsidentschaft von José Rico Pérez. In der Saison 1973/74 gelang der Aufstieg in die höchste Spielklasse, das neue vereinseigene Stadion, das Estadio José Rico Pérez, wurde eingeweiht und die darauffolgende Saison 1974/75 konnte auf dem fünften Rang beendet werden, bis zum heutigen Tag die beste Ligaplatzierung in der Geschichte des Klubs. Die Qualifikation für den UEFA-Pokal verpasste man in dieser Spielzeit nur aufgrund der schlechteren Tordifferenz gegen das punktgleiche Real Sociedad. Der Verein konnte sich erstmals dauerhaft in der höchsten Spielklasse etablieren, erst 1982, nach acht Jahren in der Primera División, stieg man ab. Auf eine weitere kurzen Epoche in der ersten Liga von 1984 bis 1986 folgte ein tiefer Fall bis in die dritte Spielklasse, die Segunda División B. Der Klub geriet zudem in wirtschaftliche Schwierigkeiten und musste im Jahr 1994 das Stadion zur Schuldentilgung verkaufen. Zwar gelang zur Saison 1996/97 erneut der Aufstieg bis in die erste Spielklasse, doch erneut folgte daraufhin ein Absturz bis in die Segunda B. Unter dem neuen Hauptaktionär Enrique Ortiz gelang die wirtschaftliche Sanierung sowie der langsame Wiederaufstieg des Vereins. Im Jahre 2007 wurde ein neues Trainingszentrum, das Campo de Entrenamiento de Fontcalent, erworben und auch das Estadio José Rico Pérez ging wieder in den Klubbesitz über. Die Saison 2009/10 der Segunda División konnte Hércules auf dem zweiten Rang beenden und so nach 14 Jahren wieder in die Primera División aufsteigen. Durch die Rückkehr in die höchste spanische Liga wurde auch wieder über einen Neubau oder eine umfassende Renovierung des Heimstadions diskutiert. In der Saison 2010/11 folgte jedoch der direkte Wiederabstieg des Vereins in die zweite Liga, nach der Saison 2013/14 musste der Verein sogar in die dritte Liga, die Segunda División B absteigen.

## Erfolge

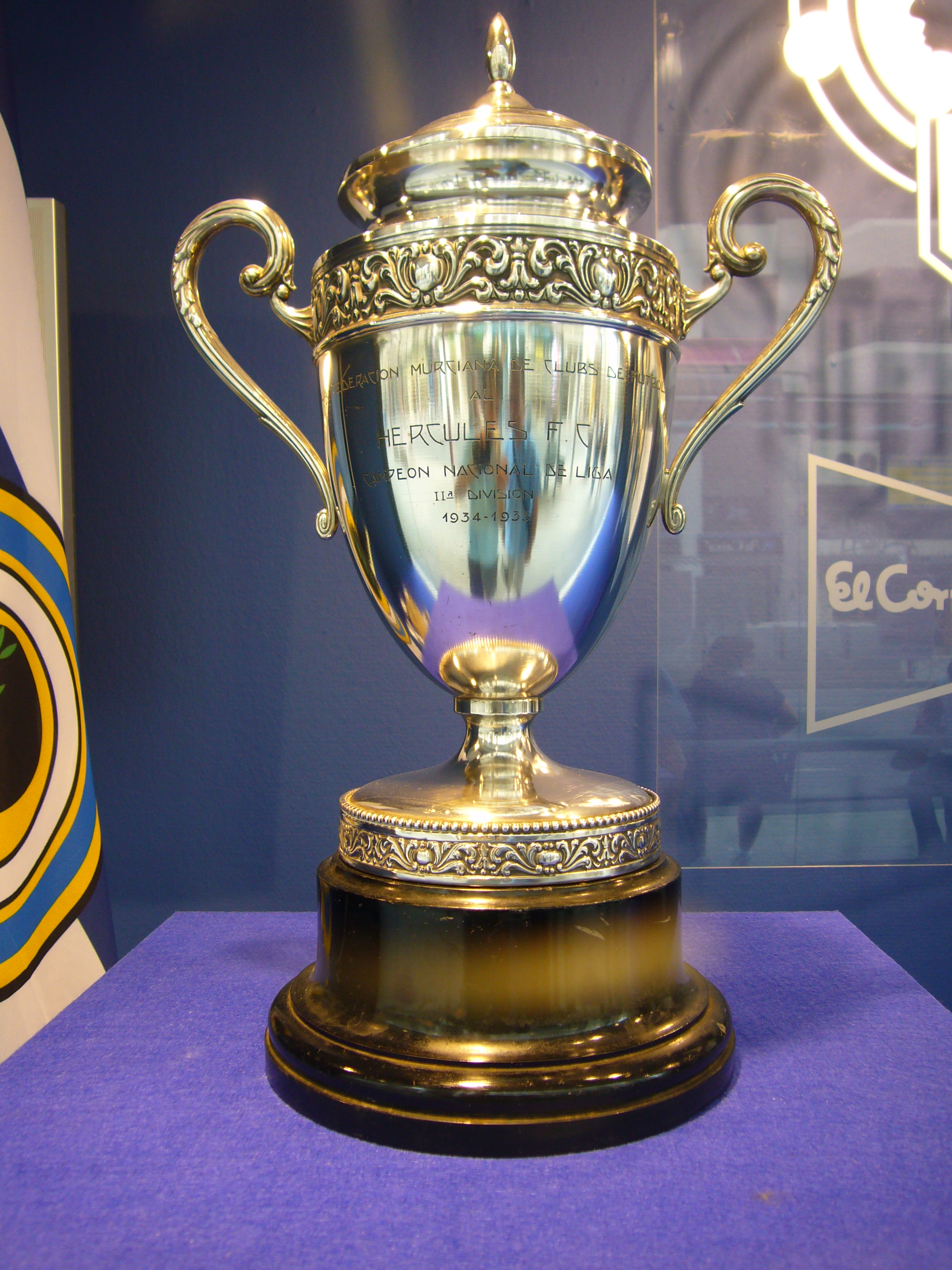
Meisterpokal der Segunda División 1934/35

Meister der Segunda División: (3)
- 1934/35, 1965/66, 1995/96

## Statistik
(Stand: nach Saison 2016/17)
- 20 Saisons in Primera División
- 43 Saisons in Segunda División
- 14 Saisons in Segunda División B
- 7 Saisons in Tercera División
- Beste Platzierung in der Primera División: fünfter Platz 1974/75

## Bekannte Spieler
- Kossi Agassa
- Abel Enrique Aguilar
- Luis Aragonés
- Peter Artner
- José Bañón
- Edu Bedia
- Ludovic Butelle
- Raúl Castronovo
- Ionel Dănciulescu
- Gonzalo de los Santos
- Andrija Delibašić
- Royston Drenthe
- Aarón Galindo
- Rónald Gómez
- Alan Hudson
- Mario Kempes
- Flavio Maestri
- Josep Fusté
- Ramón Marsal
- Marquitos
- César Martín
- Manuel Olivares
- Milan Osterc
- Dubravko Pavličić
- Pétur Pétursson
- Peter Rufai
- Sebastián Taborda
- Jan Tomaszewski
- David Trezeguet
- Josip Višnjić

## Bekannte Trainer
- Sándor Kocsis
- Miguel Muñoz
- Alberto Ormaetxea
- Ferenc Puskás
- Miroslav Đukić